# Cristina Guglielmina d'Assia-Homburg
Cristina Guglielmina d'Assia-Homburg (Bingenheim, 30 giugno 1653 – Grabow, 16 maggio 1722) fu per nascita langravia d'Assia-Homburg e per matrimonio principessa consorte di Meclemburgo-Schwerin.

## Biografia
Era la prima delle due figlie sopravvissute del langravio Guglielmo Cristoforo d'Assia-Homburg (1625-1681) e della sua prima moglie (nonché prima cugina) Sofia Eleonora d'Assia-Darmstadt (1634-1663), figlia del langravio Giorgio II d'Assia-Darmstadt. Nel 1663, la madre morì nel partorire il suo ultimo figlio, all'età di ventinove anni, e due anni dopo il padre si risposò con Anna Elisabetta di Sassonia-Lauenburg nella speranza, risultata poi vana, di procreare un erede.
Trascorse la propria infanzia principalmente nel castello di Bingenheim, residenza prediletta del padre, che l'aveva ricevuta quale dote della prima moglie, con la sorella Maddalena Sofia (andata poi in sposa al conte Maurizio di Solms-Greifenstein), con la quale rimase sempre in corrispondenza.
Il 28 maggio 1671 sposò il principe Federico di Meclemburgo-Schwerin, figlio del duca Adolfo Federico I (1588-1658) e della sua seconda moglie Maria Caterina di Brunswick-Dannenberg. Le nozze di Cristina Guglielmina si collocarono in un momento di particolare tensione tra l'Assia-Homburg e l'Assia-Darmstadt. Guglielmo Cristoforo aveva difatti violato l'accordo intercorso a suo tempo con il suocero Giorgio II, in base al quale Bingenheim sarebbe rimasta all'Assia-Homburg purché dalle nozze con Sofia Eleonora sopravvivessero dei figli, e rifiutava di restituire la città ai Darmstadt. La langravia Elisabetta Dorotea, reggente il principato per conto del figlio Ernesto Luigi, era dal canto suo decisa a recuperare il territorio, e proprio per questo rifiutò di pagare le spese dei gioielli di Cristina Guglielmina, come pure sarebbe stata tenuta a fare (l'Assia-Homburg era difatti un principato da poco distaccatosi dall'Assia-Darmstadt, con cui continuavano a sussistere forti legami dinastici).
La coppia risiedette a Grabow, che era stata concessa in appannaggio a Federico, escluso dalla successione del Meclemburgo-Schwerin a vantaggio del fratellastro Cristiano Ludovico. Poiché però quest'ultimo rimase senza eredi, i figli della coppia succedettero allo zio come duchi di Meclemburgo-Schwerin, mentre la figlia divenne regina in Prussia, come terza moglie di Federico I.
Donna avvenente, fisicamente somigliante alla figlia Sofia Luisa (che divenne poi nota come la Venere di Meclemburgo), Cristina Guglielmina sopravvisse al marito 34 anni, continuando a risiedere a Grabow, e poté assistere all'ascesa al trono dei suoi primi due figli, divenendo la capostipite della casata di Meclemburgo-Schwerin ed antenata del principe consorte Alberto del Regno Unito. Fu inoltre la nonna paterna della reggente di Russia Anna Leopol'dovna.

## Discendenza
Dal matrimonio con Federico nacquero quattro figli:
- Federico Guglielmo (1675-1713), duca di Meclemburgo-Schwerin
- Carlo Leopoldo (1678-1747), duca di Meclemburgo-Schwerin
- Cristiano Ludovico (1683-1756), duca di Meclemburgo-Schwerin
- Sofia Luisa (1685-1735), sposò nel 1706 Federico I, re di Prussia

## Ascendenza
|                                                 |                                           |                                                   | Genitori                                           |  |  | Nonni |  |  | Bisnonni                                |  |  | Trisnonni                        |  |
|                                                 |                                           |                                                   |                                                    |  |  |       |  |  | 8. Georg I, langravio d'Assia-Darmstadt |  |  | 16. Philipp I, langravio d'Assia |  |
|                                                 |                                           |                                                   |                                                    |  |  |       |  |  | 8. Georg I, langravio d'Assia-Darmstadt |  |  | 16. Philipp I, langravio d'Assia |  |
|                                                 |                                           | 17. Christina von Sachsen                         |                                                    |  |  |       |  |  | 8. Georg I, langravio d'Assia-Darmstadt |  |  |                                  |  |
| 4. Friedrich I, langravio d'Assia-Homburg       |                                           |                                                   |                                                    |  |  |       |  |  | 8. Georg I, langravio d'Assia-Darmstadt |  |  |                                  |  |
|                                                 |                                           | 9. Magdalena zur Lippe                            | 18. Bernhard VIII, conte di Lippe                  |  |  |       |  |  |                                         |  |  |                                  |  |
|                                                 |                                           | 9. Magdalena zur Lippe                            | 18. Bernhard VIII, conte di Lippe                  |  |  |       |  |  |                                         |  |  |                                  |  |
|                                                 |                                           | 9. Magdalena zur Lippe                            | 19. Katharina von Waldeck-Eisenberg                |  |  |       |  |  |                                         |  |  |                                  |  |
| 2. Wilhelm Christoph, langravio d'Assia-Homburg |                                           | 9. Magdalena zur Lippe                            |                                                    |  |  |       |  |  |                                         |  |  |                                  |  |
|                                                 |                                           | 10. Christoph, conte di Leiningen-Westerburg      | 20. Georg I, conte di Leiningen-Westerburg         |  |  |       |  |  |                                         |  |  |                                  |  |
|                                                 |                                           | 10. Christoph, conte di Leiningen-Westerburg      | 20. Georg I, conte di Leiningen-Westerburg         |  |  |       |  |  |                                         |  |  |                                  |  |
|                                                 |                                           | 10. Christoph, conte di Leiningen-Westerburg      | 21. Margaretha von Isenburg-Büdingen               |  |  |       |  |  |                                         |  |  |                                  |  |
| 5. Margarete Elisabeth von Leiningen-Westerburg |                                           | 10. Christoph, conte di Leiningen-Westerburg      |                                                    |  |  |       |  |  |                                         |  |  |                                  |  |
|                                                 |                                           | 11. Anna Maria Ungnadin, baronessa di Sonnegg     | 22. Simeon Ungnad, barone di Sonnegg               |  |  |       |  |  |                                         |  |  |                                  |  |
|                                                 |                                           | 11. Anna Maria Ungnadin, baronessa di Sonnegg     | 22. Simeon Ungnad, barone di Sonnegg               |  |  |       |  |  |                                         |  |  |                                  |  |
|                                                 |                                           | 11. Anna Maria Ungnadin, baronessa di Sonnegg     | 23. Katharina von Plesse                           |  |  |       |  |  |                                         |  |  |                                  |  |
| 1. Christine Wilhelmine von Hessen-Homburg      |                                           | 11. Anna Maria Ungnadin, baronessa di Sonnegg     |                                                    |  |  |       |  |  |                                         |  |  |                                  |  |
|                                                 | 12. Ludwig V, langravio d'Assia-Darmstadt | 24. Georg I, langravio d'Assia-Darmstadt (= 8)    |                                                    |  |  |       |  |  |                                         |  |  |                                  |  |
|                                                 | 12. Ludwig V, langravio d'Assia-Darmstadt | 24. Georg I, langravio d'Assia-Darmstadt (= 8)    |                                                    |  |  |       |  |  |                                         |  |  |                                  |  |
|                                                 | 12. Ludwig V, langravio d'Assia-Darmstadt | 25. Magdalena zur Lippe (= 9)                     |                                                    |  |  |       |  |  |                                         |  |  |                                  |  |
| 6. Georg II, langravio d'Assia-Darmstadt        | 12. Ludwig V, langravio d'Assia-Darmstadt |                                                   |                                                    |  |  |       |  |  |                                         |  |  |                                  |  |
|                                                 |                                           | 13. Magdalena von Brandenburg                     | 26. Johann Georg, principe elettore di Brandeburgo |  |  |       |  |  |                                         |  |  |                                  |  |
|                                                 |                                           | 13. Magdalena von Brandenburg                     | 26. Johann Georg, principe elettore di Brandeburgo |  |  |       |  |  |                                         |  |  |                                  |  |
|                                                 |                                           | 13. Magdalena von Brandenburg                     | 27. Elisabeth von Anhalt-Zerbst                    |  |  |       |  |  |                                         |  |  |                                  |  |
| 3. Sophie Eleonore von Hessen-Darmstadt         |                                           | 13. Magdalena von Brandenburg                     |                                                    |  |  |       |  |  |                                         |  |  |                                  |  |
|                                                 |                                           | 14. Johann Georg I, principe elettore di Sassonia | 28. Christian I, principe elettore di Sassonia     |  |  |       |  |  |                                         |  |  |                                  |  |
|                                                 |                                           | 14. Johann Georg I, principe elettore di Sassonia | 28. Christian I, principe elettore di Sassonia     |  |  |       |  |  |                                         |  |  |                                  |  |
|                                                 |                                           | 14. Johann Georg I, principe elettore di Sassonia | 29. Sophie von Brandenburg                         |  |  |       |  |  |                                         |  |  |                                  |  |
| 7. Sophie Eleonore von Sachsen                  |                                           | 14. Johann Georg I, principe elettore di Sassonia |                                                    |  |  |       |  |  |                                         |  |  |                                  |  |
|                                                 |                                           | 15. Magdalena Sibylle von Preußen                 | 30. Albrecht Friedrich, duca di Prussia            |  |  |       |  |  |                                         |  |  |                                  |  |
|                                                 |                                           | 15. Magdalena Sibylle von Preußen                 | 30. Albrecht Friedrich, duca di Prussia            |  |  |       |  |  |                                         |  |  |                                  |  |
|                                                 |                                           | 15. Magdalena Sibylle von Preußen                 | 31. Marie Eleonore von Jülich-Kleve-Berg           |  |  |       |  |  |                                         |  |  |                                  |  |
|                                                 |                                           | 15. Magdalena Sibylle von Preußen                 |                                                    |  |  |       |  |  |                                         |  |  |                                  |  |